# Beréa Beweging
De Beréa Beweging was een van 1996 tot 2006 bestaand verband waarbij 46 pinkstergemeenten in Nederland en België waren aangesloten. De beweging was voortgekomen uit de plaatselijke Beréa Evangeliegemeente te Haarlem.
Voorganger van die gemeente was J.J. Bronsveld, een van de leiders van de beweging Kracht van Omhoog. Er ontstonden verschillende dochtergemeentes, en met nog een aantal contacten ontwikkelde zich een eigen landelijk netwerk.
In 1985 droeg Bronsveld het leiderschap over aan zijn schoonzoon Rob Allart. Deze droeg in 1994 het leiderschap in Haarlem over aan Jan Pool en begon een nieuwe gemeente in Amsterdam. De gemeente in Amsterdam groeide stormachtig, en daardoor verschoof het landelijk centrum van Haarlem naar Amsterdam.
Rond 1997-1998 werd in Berea Amsterdam een omstreden methode van duiveluitdrijving geïntroduceerd, die afkomstig was van Ken Thornberg. De introductie hiervan werd door veel Berea-leden afgewezen en bekritiseerd, maar desondanks bleven de leiders vasthouden aan deze methode. Ook door anderen wordt deze methode bekritiseerd.
In 2005 viel de beweging uit elkaar toen Rob Allart werd beschuldigd van onverstandig handelen als mede-eigenaar van de financiële instelling Kingdom Financial Services (KFS). Begin 2005 legde De Nederlandsche Bank hem een dwangsom van 1,5 miljoen euro op.
In de loop van 2005 verbraken steeds meer gemeenten de banden met de Beréa Beweging. Ten slotte telde de denominatie nog dertien gemeenten. In februari 2006 besloot de beweging zich geheel op te heffen. Een aantal gemeentes is zelfstandig verdergegaan en/of heeft aansluiting gezocht bij de Verenigde Pinkster- en Evangeliegemeenten.
Bij de Beréa Beweging sloten zich vooral onafhankelijke gemeenten aan. Maar ook gemeentestichting bleef een belangrijk onderdeel van de visie van de Beréa Beweging. Op haar hoogtepunt waren 46 gemeenten met ongeveer 5500 leden aangesloten bij de beweging. Beréa was op haar beurt aangesloten bij het Landelijk Platform van de Pinkster- en Volle Evangeliebeweging.